# 幸福大街 (北京)
幸福大街，是北京市东城区东南部的一条南北向大街。

## 简介
幸福大街北起广渠门内大街，南经体育馆路抵达铁路北侧。因邻近幸福楼而得名。该街北段明朝时称柴市口，清朝乾隆京城全图上名火神庙街，后称火神庙大街。明朝这个柴市在北京十分出名，因为当时北京居民取暖、做饭都要使用柴草。到了清朝，北京城内居民改用煤取暖、做饭的多了，柴市便不再存在。因为其北口有座火神庙，故改称火神庙街。该街南段多为义地、苇塘、农田。1949年中华人民共和国成立前后，这条路泛称火神庙大街，实为一条南北走向的不太长的土路，旁边有条脏臭的明沟，两侧荆棘丛生、到处是荒坟义冢。该大街附近还有座道观南极庙，在南极庙南北两侧形成了街巷，分别称为南极庙前街、南极庙后街。当时该地区只有几个小村和几家小作坊，行人非常少。
1950年，在火神庙大街南段的东侧，即南极庙前街附近建起一片平房，形成了一个新的居住小区，为纪念中华人民共和国成立后人民翻身做主过上幸福生活，并且因为当时流行的“幸福生活万年长”的提法，该小区得名“幸福村”。1959年，在幸福村北部的南极庙后街附近建起一片住宅楼，因南临幸福村而称“幸福大楼”，简称“幸福楼”。
1965年，北京市市政部门对该地区的道路整体改造，合并了多条街巷，并将道路加长、拓宽，将土路改铺成沥青路，因该大街南段临近“幸福楼”，所以将该大街命名为“幸福大街”。
改革开放后，在幸福大街东部偏南的地方形成了南北两个新的大型住宅区。1981年将南部的住宅区即原南极庙前街和幸福村一带命名为“幸福南里”，将北部的住宅区即原南极庙后街和幸福楼一带命名为“幸福北里”。
2002年9月4日，祈年大街工程以及北京市崇文区南北花市大街至幸福大街道路施工建设工程正式动工。其中后一工程包括幸福大街改造与南花市大街、北花市大街市政道路建设，该工程属北京市城区路网加密工程的重要组成部分。改造后，幸福大街（不含体育馆路以南段）路宽从8米增至40米，路长1200米，成为两上两下城市次干道。在该工程建设中，原幸福大街两侧的166株国槐全部保留，同时新栽国槐108株、铺种草坪3800余平方米。2003年4月，经过改造的幸福大街正式通车。
1999年9月创建的北京摇滚乐队“幸福大街”乐队因幸福大街而得名。
幸福大街体育馆路以南段的西侧，还有幸福东街、幸福中街。这两条街虽然名称为街，但其实是胡同。1965年将幸福村内三条街依方位分别命名为幸福东街、幸福中街、幸福西街。幸福西街于1974年国家体委扩建羽毛球馆时被占用，自此仅存幸福东街、幸福中街。幸福东街东起幸福大街，向西再折向东南，延伸至龙潭路北侧、铁路西北侧。过去的法藏寺塔就位于今幸福东街南端与铁路之间的绿地中。幸福中街东起幸福东街，向西再折向东南，延伸至龙潭路北侧。